# Легислатура Аляски
Легислату́ра Аля́ски (англ. Alaska Legislature) — законодательное собрание штата Аляска. Легислатура состоит из верхней и нижней палаты: Сената и Палаты представителей соответственно. В состав Сената Аляски входит 20 сенаторов, избираемых из 20 округов. 
Законодательный орган штата Аляска, состоящий из 60 депутатов, является самым маленьким двухпалатным законодательным собранием в Соединенных Штатах, и вторым по величине из всех законодательных собраний штатов (только однопалатный законодательный орган штата Небраска состоит из 49 членов).

## Выборы
Кандидат на законодательную должность должен проживать в Аляске не менее трёх лет, а в округе, от которого выдвигается, в течение одного года непосредственно перед подачей заявки на должность. На момент вступления в должность сенатору должно быть не менее 25 лет, а представителю — 21 год.
Конституция Аляски наделяет законодательный орган полномочиями устанавливать дату начала срока. Деятельность новоизбранной Легислатуры начинается во второй понедельник января после президентских выборов и в третий вторник января после выборов губернаторов. Срок полномочий представителей составляет два года, а сенаторов — четыре года. Половина сенаторов избирается каждые два года.